# Szárliget
Szárliget is een plaats (község) en gemeente in het Hongaarse comitaat Komárom-Esztergom. Szárliget telt 2181 inwoners (2001).